# Ośrodek Zapasowy Artylerii Konnej nr 2
Ośrodek Zapasowy Artylerii Konnej nr 2 – oddział artylerii Wojska Polskiego II RP z okresu kampanii wrześniowej.
Ośrodek Zapasowy Artylerii Konnej nr 2 nie występował w pokojowej organizacji Wojska Polskiego. Był jednostką formowaną zgodnie z planem mobilizacyjnym „W” w Zamościu, w II rzucie mobilizacji powszechnej. Jednostką mobilizującą był 2 dywizjon artylerii konnej.

## Historia i formowanie
W ramach mobilizacji powszechnej w jej II rzucie z kadry i nadwyżek rezerwistów: 2 dywizjonu artylerii konnej z Dubna, 5 dywizjonu artylerii konnej z Oświęcimia, 6 dywizjonu artylerii konnej ze Stanisławowa i 13 dywizjonu artylerii konnej z Brodów. Zmobilizowano Ośrodek Zapasowy Artylerii Konnej nr 2. Ośrodek ten miał za zadanie przeszkolenie uzupełnień i formowanie plutonów i baterii marszowych II serii, dla jednostek zmobilizowanych przez 2, 5, 6 i 13 dak.
Etat OZAK nr 2 w/g planu mobilizacyjnego przewidywał:
- dowództwo ośrodka
- bateria gospodarcza
- 1 bateria konna typ A
- 1 bateria konna typ B
- 1 pluton łączności[1].

Zgodnie z planem mobilizacyjnym OZAK nr 2 miał rozpocząć działanie 7 dnia mobilizacji powszechnej. Pod koniec sierpnia do koszar 3 pułku artylerii lekkiej Legionów przybyła grupa oficerów z 2 dak, która miała zadanie przejęcia koszar dla Ośrodka. Jednakże w koszarach przebywał 3 pal Leg., który miał również mobilizować się w I rzucie mobilizacji powszechnej do 6 września i pozostałymi jednostkami mobilizowanymi w I i II rzucie mobilizacji z terminami do 6 i 8 września. Częściowo jednostki mobilizowane były na miejscu w koszarach i dzieliły koszary z mobilizowanym OZAK nr 2, a następnie w okolicznych wsiach. 2 września zgodnie z rozkazem Naczelnego Wodza i Ministra Spraw Wojskowych przyspieszono mobilizację jednostek II rzutu o 2 dni. Do koszar w Zamościu pierwszy przybył z Dubna 3 września transport z Oddziałem Nadwyżek 2 dak. Z uwagi na mobilizacje 3 pal, 42 dal, II/51 pal, baterię marszową 3 pal i inne drobne pododdziały. W koszarach i magazynach przewidzianych dla wyposażenia Ośrodka, brakowało koni pociągowych, uprzęży, umundurowania, wyposażenia, broni ręcznej i maszynowej. Prawdopodobnie znajdowało się 8 armat kal. 75 mm wz.1902/26. Rano 8 września do Ośrodka przybył OZN 6 dak, tego samego dnia prawdopodobnie dojechał też OZN 13 dak. Jako ostatni dojechał 10 września o godz. 4.00 OZN 5 dak. W Ośrodku były tylko dwa ckm wz. 1914 „Hotchkins”.     

## Działania organizacyjne i bojowe
Mjr Witold Płotnicki z 13 dak jako dowódca podjął organizację Ośrodka Zapasowego Artylerii Konnej nr 2 z chwilą przybycia 3 września do Zamościa pierwszego transport OZN 2 dak, pod dowództwem kpt. Tadeusza Plucińskiego. Wśród oficerów z 2 dak byli kpt. Tadeusz Pluciński, por. Piotr Czartoryski, por. rez. Szeptycki i 4 innych. Z uwagi na pierwszy nalot lotnictwa niemieckiego na Zamość 3 września, organizacja OZAK nr 2 odbywała się w okolicznych wsiach, ewakuowano tam część przywożonych materiałów, sprzętu, konie, wozy i broń. Część mienia, zapasów furażu i żywności, a także kancelarie złożono w magazynach lub koszarach. 8  września rano do Zamościa dotarł transport kolejowy z OZN 6 dak pod dowództwem kpt. Stanisława Szewalskiego. Wraz z nadwyżkami przybyli por. Marian Litwinów, por. Tadeusz Jasiewicz. W tym samym okresie przybył transportem OZN 13 dak. Jako ostatni do Ośrodka dołączył OZN 5 dak pod dowództwem kpt. Franciszka Jaglarza. Wśród oficerów byli por. Lucjan Nowakowski, ppor. Lech Neiwitz, ppor. rez. Stefan Wlekiński, 2 -3 innych oficerów i 2 podchorążych. 9 września do wzmocnienia obrony przeprawy w Puławach, został sformowany i wysłany działon artylerii, bez koni pod dowództwem por. rez. Ludwika Bilińskiego, załadowany na samochody ciężarowe. Dalsze jego losy nie są znane. Do Ośrodka wcielono też grupę oficerów, podchorążych oraz podoficerów i kanonierów rezerwy w Zamościu i okolicach. Na dzień 10 września OZAK nr 2 miał liczyć ok. 40 oficerów, 2000 szeregowych. W wyniku nalotu w dniu 10 września poległ 1 oficer i 5 szeregowych. Ze względu na zagrożenie atakiem na Zamość, od południa przez niemiecki XXII Korpus Armijny (mot.), rozkazem dowódcy OK II rozpoczęto ewakuację Ośrodka w nocy 10/11 września. Ośrodek wymaszerował w sile ok. 30 oficerów, 500 szeregowych, 400 koni i wozów taborowych. Ośrodek otrzymał w uzupełnieniu dodatkowo niewielką ilość broni strzeleckiej (indywidualnej i maszynowej) - kilka sztuk km i kilkadziesiąt karabinków. Marsz OZAK nr 2 wykonano po trasie: Moniatycze, Horodło, Uściług do Włodzimierza Wołyńskiego, gdzie dotarto w nocy 14/15 września. W trakcie marszu rozkazem dowódcy OK II gen. bryg. Mieczysław Smorawińskiego, od 12 września dowódcy formowanej  Grupy „Włodzimierz” gen. bryg. Kazimierzowi Sawickiemu, podporządkowano mu Ośrodki Zapasowe, w tym OZAK nr 2 mjr. Witolda Płotnickiego. Na jego rozkaz ze stanu Ośrodka sformowano jedną lub dwie baterie z sześcioma działonami. Bateria lub dwie baterie zostały podporządkowane dowódcy Zgrupowania Kawalerii ppłk. Kazimierzowi Halickiemu. Zgrupowanie wzmocnione zostało batalionem marszowym 43 pułku piechoty i artylerią konną z OZAK nr 2, miało bronić linii rzeki Bug na odcinku Włodzimierz Wołyński, Sokal. 13 września bateria (baterie) artylerii konnej, zajęły stanowiska ogniowe wraz z batalionem marszowym 43 pp i I dywizjonem konnym Zgrupowania Kawalerii, prowadziły obronę węzła drogowego w Sokalu. Dalsze losy baterii artylerii konnej z OZAK nr 2, nie są znane, prawdopodobnie podzieliły los Grupy „Włodzimierz”. Z uwagi na rozpoczęcie walk na linii Bugu i w okolicach Włodzimierza Wołyńskiego przez Grupę „Włodzimierz”, główne siły OZAK nr 2 podjęły dalszy marsz w nocy 15/16 września na wschód. W rejonie Poniczowa wydzielono ze składu OZAK nr 2 ostatni działon pod dowództwem ppor. rez. Jerzego Dworakowskiego i wysłano do rejonu Włodzimierza Woł. celem wsparcia obrony miasta. 17 września Ośrodek osiągnął miejscowość Rożyszcze. Ze względu na agresję sowiecką i natknięcie się na oddziały sowieckie wycofał się Ośrodek do okolic wsi Kijaże. 18 września zdemobilizowano żołnierzy zamieszkałych na wschód od Bugu z mniejszości narodowych i podjęto marsz z pozostałymi na zachód. W trakcie całego marszu prowadzono potyczki z bandami ukraińskimi. Maszerowano przez Kisielin, w  okolice Włodzimierza Wołyńskiego. 21 września osiągnięto Horodło, podczas przeprawy przez Bug, pozostałości Ośrodka zostały ostrzelane przez czołgi sowieckie. Jedna z baterii tzw. „graniczna” (bez armat) ośrodka prawdopodobnie złożona z nadwyżek 5 i 6 dak weszła w skład Grupy „Chełm” płk. Władysława Płonki. 22 września OZAK nr 2 dotarł do Wielkich Strzelców, gdzie dwa dni odpoczywano. Po podjęciu marszu, 25 września Ośrodek dotarł do Rejowca, gdzie kolumna marszowa została zaatakowana przez 3 samoloty sowieckie. Tego dnia pozostałość Ośrodka weszła w skład Grupy „Kowel” płk. dypl. Leona Koca. Dalszy marsz poprzez Janów Lubelski wiązał się z walką o miasto z oddziałami niemieckimi, w których artylerzyści konni uczestniczyli. Po walkach artylerzyści konni z Ośrodka dotarli 30 września do Momot Górnych, gdzie stoczono walki z oddziałami sowieckimi. 2 października wraz z Grupą Operacyjną płk. dypl. Tadeusza Zieleniewskiego, resztki Ośrodka skapitulowały przed wojskami sowieckimi.  

## Obsada personalna OZAK nr 2
Dowódca - mjr Witold Płotnicki (13 dak), ppłk Florian Hintz 
dowódca baterii typu A - kpt. Franciszek Jaglarz (5 dak)
- zastępca dowódcy baterii - por. Lucjan Nowakowski

dowódca baterii typu B „graniczna” - por. Tadeusz Jasiewicz (6 dak)?
- dowódca plutonu -  ppor. Franciszek Stefan Ruszkowski[15]

Pozostała obsada nieznana.
Oficerowie którzy przybyli do OZAK nr 2 z OZN poszczególnych dak:  
2 dak - kpt. Tadeusz Pluciński, kpt. Jerzy Wierusz-Kowalski, por. Piotr Czartoryski, por. rez. Szeptycki, ppor. Eliasz Bujnicki, ppor. Edward Chrzanowski, ppor. Czesław Cisek, ppor. Stanisław Pollert.
6 dak - kpt. Stanisław Szewalski, por. Marian Litwinów, por. Tadeusz Jasiewicz, ppor. rez. Witold Renecki.
5 dak - por. Lucjan Nowakowski, ppor. Lech Neiwitz, ppor. Piotrowski, ppor. Sumiński, ppor. rez. Stefan Wlekiński, pchor. Jan Kunak, pchor. Mieczysław Reklewski, kpt. Antoni Zyromski, ppor. rez. Tadeusz Fusiecki, por. lek. Stanisław Maszewski, ogn. pchor. Adam Maciąg.
13 dak -? por. rez. Ludwik Biliński, ppor. rez. Jerzy Dworakowski.